# Pheroliodes minutus
Pheroliodes minutus är en kvalsterart som beskrevs av Baranek 1984. Pheroliodes minutus ingår i släktet Pheroliodes och familjen Pheroliodidae. Inga underarter finns listade i Catalogue of Life.